# بوليموس

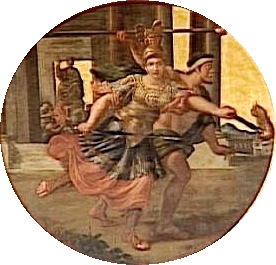

بوليموس (polemos) كلمة يونانية تشير في بعدها الإستراتيجي إلى الصراع والذي كان يرى فيها هيرقليطس «أب الأشياء جميعاً» (polemos pantôn mèn pater)، ومنه انحدر مصطلح الجدال (polémique) لما يحتمله من أخذ وردّ الفعل، وردّ الفعل والمناظرة، إلخ. فهو لا ينفكّ عن نمط صراعي في التعامل أو التداول.